# Per Rydicher
Per Rydicher (* 4. Dezember 1950) ist ein ehemaliger dänischer Radrennfahrer und nationaler Meister im Radsport.

## Sportliche Laufbahn
Rydicher war Straßenradsportler und hatte seine besondere Stärke in Zeitfahrwettbewerben. 1968 wurde er Zweiter der nationalen Meisterschaft im Einzelzeitfahren der Junioren hinter Leif Rasmussen. 1977 gewann er den Titel im Zeitfahren der Amateure vor Hans-Henrik Ørsted. Im Mannschaftszeitfahren gewann er 1974 die Bronzemedaille im dänischen Meisterschaftsrennen, ebenso bei den Meisterschaften der Nordischen Länder 1977.
1976 siegte er im Etappenrennen Tour of Sambia. Die Internationale Friedensfahrt fuhr er 1979 und belegte den 75. Rang der Gesamtwertung. 1974 war er ausgeschieden.